# Abwasserreinigungsanlage Bendern

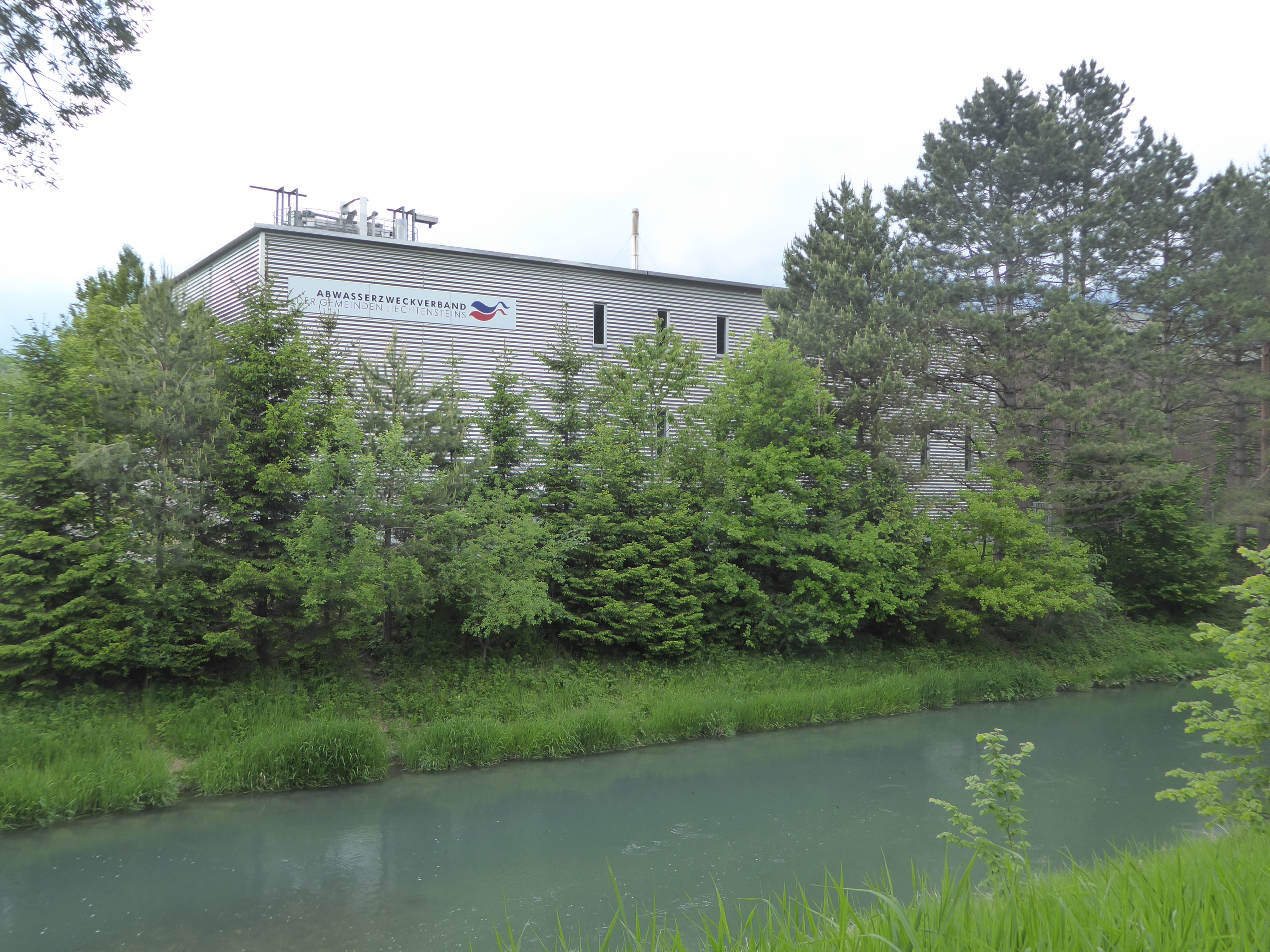
Abwasserreinigungsanlage Bendern

Die Abwasserreinigungsanlage Bendern (ARA) (kurz: ARA Bendern) wurde 1976 in Betrieb genommen und wird vom 1971 gegründeten Abwasserzweckverband der Gemeinden Liechtensteins betrieben. Sie ist seit 2004 die zentrale Kläranlage für Liechtenstein. Alle anderen Kläranlagen wurden weitgehend stillgelegt.
Die ARA Bendern befindet sich in der liechtensteinischen Gemeinde Bendern (zugehörig zu Gamprin) an einem der tiefsten Punkte des besiedelten Gebietes.

## Geschichte
Die Abwasserreinigungsanlage ARA Vaduz mit mechanischer Reinigung wurde 1956 in Betrieb genommen (im Jahr 2000 abgeschaltet). 1967 wurde die Kläranlage Malbun gebaut, die 1992 ausser Betrieb genommen wurde. Der Abwasserzweckverband Liechtensteiner Unterland und Schaan wurde Juli 1971 gegründet. Aus diesem entwickelte sich sodann bis 2000 der Abwasserzweckverband der Gemeinden Liechtensteins durch Beitritt mehrerer Gemeinden in Etappen. Der Bau des Hauptsammelkanals Schaan-Bendern, Mauren-Bendern, Schellenberg-Ruggell und der Pumpanlage Ruggell-Bendern erfolgte in den Jahren 1972–1976. 1972 wurde die Kläranlage Balzers gebaut, die 2004 ausser Betrieb genommen wurde. Parallel zu den Bautätigkeiten an den Hauptsammlern wurde 1974–1976 die ARA Bendern errichtet und am 6. Oktober 1976 in Betrieb genommen. Am 2. September 1978 erfolgte die offizielle und feierliche Einweihung der ARA Bendern. 1980 trat die Gemeinde Planken dem Abwasserzweckverband Liechtensteiner Unterland und Schaan bei, wodurch der Name in Abwasserzweckverband Liechtensteiner Unterland, Schaan und Planken geändert wurde. 1981–1982 wurde die Kleinkläranlage „Hinterschellenberg“ erbaut und 1999 zu einem Pumpwerk mit Regenklärbecken umgebaut. 1996 traten die Gemeinden Vaduz, Triesen und Triesenberg dem Abwasserzweckverband Liechtensteiner Unterland, Schaan und Planken bei, und der Name wurde in Abwasserzweckverband Liechtensteins geändert. 1997 wurde ein Beschluss für die Sanierung und die Erweiterung der ARA Bendern gefasst. Mit dem Ausbau der Abwasserreinigung auf vier Strassen wurde eine optimale Betriebsführung erreicht. Nach dem im Jahr 2000 erfolgten Beitritt der Gemeinde Balzers wurde der Name des Verbandes in Abwasserzweckverband der Gemeinden Liechtensteins geändert und ist das ursprünglich geplanten Ausbauziel erreicht. 2000 wurde auch das ARA-Betriebsgebäude in Bendern aufgestockt und der Hauptsammelkanal Vaduz-Bendern in Betrieb genommen (Kosten etwa CHF 14,5 Millionen).
2001 wurde ein weiterer Ausbau und die Sanierung der mechanischen Reinigung, Bau der Abluftreinigungsanlage/Biofilter, ein Neubau des Regenüberlaufs- und Havariebeckens durchgeführt. 2002 wurden zwei neuen Biologiebecken und das runde Nachklärbecken, das Energiegebäude gebaut und die Biologiebecken 3+4 sowie das runde Nachklärbecken 3 in Betrieb genommen. 2003 erfolgten weitere Sanierungen und Ausbauten. Ab 2004, mit der Ausserbetriebnahme der ARA Balzers, werden alle häuslichen und gewerblichen Abwässer der elf Liechtensteiner Gemeinden in der ARA Bendern gereinigt. Die Inbetriebnahme des Hauptsammelkanals Düker-ARA Bendern erfolgte 2005 sowie eine Sanierung der bestehenden Faulanlage. 2013 wurde das Kooperationsprojekt zwischen der Liechtensteinischen Gasversorgung und der ARA Bendern zur Einspeisung von Biogas in das Leitungsnetz der Liechtensteinischen Gasversorgung in Betrieb genommen.

## Technische Anlage
Die Anlage reinigt das Abwasser für über 34.000 Einwohner und die Abwässer der hier befindlichen Unternehmen. Die drei Stufen der ARA, mechanisch, biologisch und chemisch, sind baulich getrennte Anlagenteile.

### Anlagenaufbau
Die ARA Bendern besteht aus fünf Reinigungsebenen:
1. Grobreinigung (Rechen 17 mm, ca. 200 Tonnen/Jahr an Abfall)
2. Sand- und Fettabscheidung (Beckenvolumen 2 × 140 m³, Sandanfall etwa 35 m³/Jahr, Fett- und Ölanfall 160 m³/Jahr)
3. Vorklärung im Vorklärbecken (Reinigungseffekt ca. 30 %)
4. Belüftung und danach mit Phosphatfällung (Reinigungseffekt ca. 63 %)
5. Nachklärbecken

Die in der 3. bis 5. Reinigungsebene anfallenden Schlämme werden in den Faultürmen behandelt, der Schlamm mehrfach entwässert, getrocknet und verbrannt. Das entstehende Biogas wird energetisch genutzt für die Trocknung und in das Leitungsnetz der Liechtensteinischen Gasversorgung eingespeist.

### Anlagendaten
- Einzugsgebiet: Alle 11 Gemeinden des Liechtensteins
- Baujahr: 1974–1976 mit Erweiterungen
- Abwasser-Fliesszeit bis zur ARA: max. 6 Stunden
- Abwasserbehandlungszeit in der ARA:
  - Abwasser (QTA) 19 h
  - Schlamm ca. 55 Tage
- Einwohner-Gleichwerte:
  - hydraulisch 75.000 EG
  - biologisch 105.800 EG
- Größe Betriebsareal: 23.500 m²
- Bauvolumen Gebäude: 34.000 m³
- Behältervolumen
  - Wasserstrasse: 27.200 m³
  - Schlammstrasse: 8100 m³
  - Gasstrasse: 2160 m³
- Hydraulische Belastung
  - Trockenwetteranfall (QTA): 381 l/s bzw. 24.300 m³/d
  - Regenwetteranfall (2 QTA): 743 l/s
  - Maximaler Abwasseranfall: 1280 l/s
  - Jahres-Abwassermenge: 9,5 Mio. m³/a
- Stoffliche Belastung (Rohabwasser)
  - Kohlenstoff (organisch) CSB: 11.000 kg/d
  - Schwebstoffe GUS: 5320 kg/d
  - Stickstoff gesamt Ntot: 676 kg/d
  - Ammonium NH4-N: 386 kg/d
  - Phosphor Ptot: 147 kg/d
- Mechanische Reinigung (1. Reinigungsstufe) Hebewerk und Rechenanlage
  - Förderleistung Schnecken: 3 × 380 l/s, 1 × 150 l/s
  - Feinrechen mit Spaltbreite: 17 mm
- Belüfteter Sand- und Fettfang
  - Beckenvolumen: 2 × 140 m³ (Aufenthaltszeit (QTA): 12 Min.)
  - Vorklärbecken Beckenvolumen: 2 × 1150 m³ (Aufenthaltszeit (QTA): 1,5 h)
  - Reinigungseffekt: 30 %
- Regen- und Havariebecken (Beckenvolumen: 2 × 500 m³)
- Biologische Reinigung (2. Reinigungsstufe)
  - Aufenthaltszeit (QTA): 17 h
  - Belebungsbecken mit OKI Belüfter
  - Beckenvolumen und Wassertiefe: 2 × 3250 m³ und 4,2 m / 2 × 3500 m³ und 6,0 m³ Luftbedarf maximal: 18.200 m³/h
  - Reinigungseffekt: 63 %
  - Rezirkulations-Menge: 190 – 770 l/s
  - BioP-, Nitri- und Deni-Zonen: 24 Einzelbecken variabel betriebsfähig
- Nachklärbecken
  - Beckenvolumen und Wassertiefe: Rechteckbecken 2 × 2275 m³ und 2,8 m Rundbecken 1 × 4600 m³ und 4,5 m
  - Rücklaufschlamm-Menge: 290 – 580 l/s
  - Überschussschlamm-Fracht: 4100 kg/d
- Chemische Reinigung (3. Reinigungsstufe)
  - Fällmittel: Aluminiumsulfat, Verbrauch: 1500 l/d
  - Behältervolumen: 2 × 25 m³, 2 × 17,5 m³
- Schlammbehandlung Vorentwässerung
  - Seihtische Frischschlamm-Menge bzw. -Fracht: 100 m³ /d bzw. 7100 kg/d
  - Eindickungsleistung: von 4 % auf 8 %
  - Behältervolumen: 2 × 2400 m³ Faulraum, 1 × 2400 m³ Stapelraum
  - Schlammzusammensetzung: Organisch 42 %, mineralisch 58 %
- Schlammbehandlung Nachentwässerung
  - Dekanter Eindickungsleistung: von 4 % auf 32 %
  - Granulatanfall (93 % TS): 8 m³/d, 1596 m³/a
  - Biogasbedarf: 1728 m³/d
  - Behältervolumen Silo: 2 × 50 m³
  - Lagerkapazität: für 8 Tage
  - Entsorgungs-Häufigkeit: 5 Silo-Lastkraftwagen pro Monat
- Biogasanlage
  - Biogasanfall: 3000–4000 m³/d, 1,08 Mio. m³/a
  - Behältervolumen Gasometer: 1 × 560 m³, 2 × 800 m³
  - Gasmotorleistung:
  - Stromproduktion 2 × 157 kW, 1 × 197 kW
  - Wärmeproduktion 2 × 297 kW, 1 × 332 kW[3]

### Klärschlamm
In der ARA Bendern fallen pro Tag etwa 100 m³ Klärschlamm an. Der anfallende Klärschlamm wird in einer Klärschlammtrocknungsanlage vor Ort aufbereitet, getrocknet und anschliessend im Rahmen eines Abnahmevertrages für Trockenklärschlamm im Zementofen der Fa. Holcim AG verbrannt und vollständig entsorgt. Der Biogasbedarf für die Schlammtrocknung beträgt etwa 2000 m³/Tag.

### Biogas und Blockheizkraftwerk
In der ARA Bendern werden jährlich etwa 1.000.000 m³ an Klärgas mit einer Energiemenge von 6.500.000 kWh erzeugt. Das Biogas wird vor allem zur Klärschlammtrocknung und in einem Blockheizkraftwerk (BHKW) verwendet. Im Blockheizkraftwerk befinden sich drei Gasmotoren mit einer Verbrennungsleistung von 1 × 617 kW und 2 × 520 kW, wodurch maximal 1 × 197 kW bzw. 2 × 157 kW an elektrischer Energie umgewandelt wird.

### Lage
Die ARA Bendern liegt an einem der tiefsten Punkte Liechtensteins in der Gemeinde Gamprin-Bendern.